# 特雷奈姆
特雷奈姆（法語：Traenheim，法語發音：[tʁɛnaim]）是法国阿尔萨斯大区下莱茵省的一个市镇，属于莫尔塞姆区。

## 地理
特雷奈姆（48°35'43"N, 7°27'56"E）面积3.1 平方千米，位于法国大東部大區下莱茵省，该省份为法国大陆部分最东部的省份，是阿尔萨斯的一部分，今与上莱茵省组成了阿尔萨斯欧洲集体，其南至上莱茵省，西南接孚日省和默尔特-摩泽尔省，西接摩泽尔省，北与德国接壤。
与特雷奈姆接壤的市镇（或旧市镇、城区）包括：巴尔布龙、贝格比滕、奥德拉蔡姆、斯沙尔拉克贝尔甘伊尔姆斯泰、韦斯托芬。

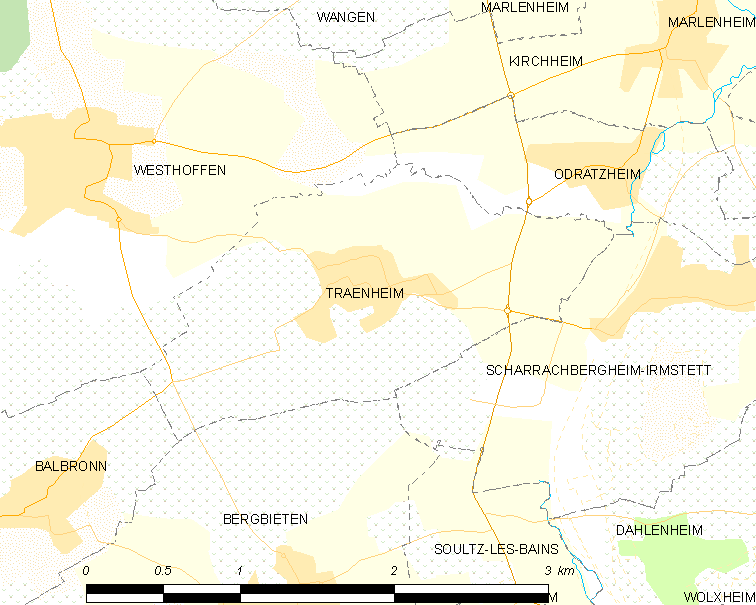
特雷奈姆的OSM定位图

特雷奈姆的时区为UTC+01:00、UTC+02:00（夏令时）。

## 行政
特雷奈姆的邮政编码为67310，INSEE市镇编码为67492。

## 政治
特雷奈姆所属的省级选区为萨韦尔讷县。

## 人口

1962-2008年间特雷奈姆人口变化图示

特雷奈姆于2022年1月1日时的人口数量为655人。